# KB Ylli
El KB Ylli, conocido oficialmente como Golden Eagle Ylli por motivos de patrocinio, es un club de baloncesto profesional de la ciudad de Suva Reka, que milita en la ETC Superliga, la máxima categoría del baloncesto kosovar. Disputa sus partidos en la Salla e sporteve 13 Qërshori, con capacidad para 1800 espectadores.

## Historia
Fundado en 1975, KB Ylli es uno de los clubes más antiguos de Kosovo. El club es reconocido por sus incondicionables fanes (conocidos como los Xhebrailat), que crean un ambiente especial en los partidos de casa.
La temporada 2016-2017 será la tercera consecutiva del equipo en la ETC Superliga. En 2015, llegaron a las semifinales de liga y de copa.

## Posiciones en liga
| - 2002: 7º-(1) - 2003: 8º-(1) - 2004: 2º-(2) - 2005: 7º-(Superleague) - 2006: (A1) - 2007: (Superleague B) | - 2008: 5º-(Superleague) - 2009: (D1); decidieron retirarse de la Superliga por problemas financieros - 2013: 5º-(Liga e pare) - 2014: 2º-(Liga e pare) - 2015: 4º-(Superleague) - 2016: 5º |

## Palmarés
- Campeón de los Play-offs de la Liga e pare

2014

## Jugadores destacados
| - Renaldo Kacori - Albatrit Berisha - Egzon Berisha - Artin Gashi - Kreshnik Juniku - Blerim Mazreku - Erris Nushi - Arian Qallaku - Urim Zenelaj - Landon Atterberry - Quantell Donigan - Erin Galloway | - Charles Hammork - Adrian Jones - Ralph Martin - Melvin Robinson - Michael Sanders - Montrael Scott - Derrick Washington - Najee White - Shemsedin Bytyqi - Fisnik Juniku - Steve Moss-Kelly |